# Гидрид никеля
Гидрид никеля — бинарное неорганическое соединение металла никеля и водорода с формулой NiH2,
чёрные кристаллы,
реагирует с водой.

## Получение
- Действие водорода на дифенилникель:

{\displaystyle {\mathsf {Ni(C_{6}H_{5})_{2}+2H_{2}\ {\xrightarrow {}}\ NiH_{2}+2C_{6}H_{6}}}}

## Физические свойства
Гидрид никеля образует чёрные кристаллы, устойчивые в эфирном растворе.

## Химические свойства
- Разлагается при незначительном нагревании:

{\displaystyle {\mathsf {NiH_{2}\ {\xrightarrow {0^{o}C}}\ Ni+H_{2}}}}
- Реагирует с водой:

{\displaystyle {\mathsf {NiH_{2}+2H_{2}O\ {\xrightarrow {}}\ Ni(OH)_{2}+2H_{2}}}}

## Применение
- Катализатор реакций гидрирования.